# Aeronautes montivagus
El vencejo filipunteado, vencejo pierniblanco o vencejo montañés (Aeronautes montivagus) es una especie de ave de la familia de Apodidae. Se encuentra en Argentina, Bolivia, Brasil, Colombia, Ecuador, Guayana, Perú y Venezuela.
Su hábitat natural son los bosques húmedos, tierras bajas o zonas montañosas tropicales o subtropicales y zonas boscosas muy degradadas.
Otras denominaciones:
- Ecuador: Vencejo filipunteado.[3][4]
- Argentina: Vencejo montañés.[5][4]
- Colombia: Vencejo pierniblanco[4]